# Phelipanche kelleri
Phelipanche kelleri är en snyltrotsväxtart som först beskrevs av Ivan Vassiljevich Novopokrovsky, och fick sitt nu gällande namn av Sojak. Phelipanche kelleri ingår i släktet Phelipanche och familjen snyltrotsväxter. Inga underarter finns listade i Catalogue of Life.